# Jonathan Allen
Jonathan Allen (geboren am 16. Januar 1995 in Anniston, Alabama) ist ein US-amerikanischer American-Football-Spieler auf der Position des Defensive Tackles. Er spielte College Football für die Alabama Crimson Tide und steht in der National Football League (NFL) seit 2025 bei den Minnesota Vikings unter Vertrag. Zuvor spielte er acht Jahre lang für die Washington Commanders.

## College
Allen wurde in Anniston, Alabama, geboren und ging nach mehreren Umzügen auf die Stone Bridge High School in Ashburn, Virginia. Dort spielte er Football als Defensive Lineman und wurde 2012 zum Gatorade Football Player of the Year im Bundesstaat Virginia gewählt. Ab 2013 ging Allen auf die University of Alabama, um College Football für die Alabama Crimson Tide zu spielen.
Als Freshman kam er als Rotationsspieler in 13 Spielen zum Einsatz. In seinem zweiten Jahr am College konnte Allen sich als Stammspieler etablieren und spielte in 14 Partien, davon 12 als Starter. Er erzielte 11,5 Tackles für Raumverlust und 5,5 Sacks. Zudem konnte er im Spiel gegen die Arkansas Razorbacks einen Extrapunktversuch blocken, wodurch Alabama die Partie mit 14:13 gewann. Allen wurde in das All-Star-Team der Southeastern Conference (SEC) gewählt, so wie auch in den beiden folgenden Jahren. In der Saison 2015 kam er auf zwölf Sacks und gewann mit der Crimson Tide das College Football Playoff National Championship Game. In der Spielzeit 2016 war Allen einer der Teamkapitäne und einer der besten Defensivspieler der Saison. Ihm gelangen 10,5 Sacks und 69 Tackles, davon 16 für Raumverlust, außerdem konnte er ein Field Goal blocken. Darüber hinaus konnte er drei Fumbles aufnehmen, wobei er zwei Touchdowns erzielte. Allen gewann die Bronko Nagurski Trophy, den Chuck Bednarik Award sowie den Lombardi Award, wurde zum Unanimous All-American und zum Defensive Player of the Year in der SEC gewählt, er belegte den siebten Platz bei der Wahl zur Heisman Trophy. Mit insgesamt 28,5 Sacks war Allen zum Abschluss seiner College-Karriere in dieser Statistik der zweiterfolgreichste Spieler der Crimson Tide, hinter Derrick Thomas.

## NFL
Allen wurde im NFL Draft 2017 in der ersten Runde an 17. Stelle von den Washington Redskins ausgewählt. Er war von Beginn an Stammspieler in Washington. Als Rookie erlitt Allen im fünften Spiel eine Fußverletzung und musste daher den Rest der Spielzeit verletzungsbedingt aussetzen. Er setzte 10 Tackles und ihm gelang ein Sack. In seiner zweiten NFL-Saison bestritt Allen alle 16 Spiele und erzielte acht Sacks sowie 61 Tackles. In der Spielzeit 2019 verpasste er wegen einer Knieverletzung ein Spiel und verbuchte insgesamt sechs Sacks. Nach der Saison zog das Team Allens Vertragsoption auf ein fünftes Jahr. In der Saison 2020 kam Allen zwar nur auf zwei Sacks, gewann aber im Pass Rush dennoch mehr Duelle als in den Vorjahren, wodurch die anderen Spieler der Defensive Line mehr Gelegenheiten hatten.
Am 26. Juli 2021 verlängerte er seinen bisherigen Vertrag um vier Jahre. Das Gesamtvolumen betrug 72 Millionen US-Dollar, er erhielt einen Signing Bonus über 30 Millionen US-Dollar. Mit neun Sacks stellte Allen 2021 einen neuen Karrierebestwert auf. Er wurde in den Pro Bowl gewählt. Am 2. Februar 2022 änderte das Team seinen Namen zu Washington Commanders. In der Saison 2022 wurde Allen erneut in den Pro Bowl gewählt.
2023 bestritt er 16 Spiele als Starter und verzeichnete 53 Tackles sowie 5,5 Sacks. In Woche 6 der Saison 2024 wurde er nach einem Teilriss des linken Brustmuskels auf die Injured Reserve List gesetzt und wurde erst in Woche 17 wieder aktiviert. Nachdem es den Commanders am Ende der Saison 2024 nicht gelungen war, per Trade ein neues Team für Allen zu finden, wurde er schließlich am 7. März 2025 entlassen, um ihren Spielraum im Salary Cap zu erweitern.
Kurz nach seiner Entlassung in Washington einigte Allen sich am 11. März 2025 mit den Minnesota Vikings auf einen Dreijahresvertrag im Wert von 60 Millionen US-Dollar.

### NFL-Statistiken
| Saison                             | Saison | Spiele | Spiele      | Tackles | Tackles | Tackles | Tackles | Interceptions | Interceptions | Interceptions | Interceptions | Interceptions | Fumbles | Fumbles | Fumbles |
| Jahr                               | Team   | Spiele | als Starter | Gesamt  | Solo    | Ast     | Sacks   | PD            | INT           | Yds           | Lng           | TD            | FF      | FR      | TD      |
| ---------------------------------- | ------ | ------ | ----------- | ------- | ------- | ------- | ------- | ------------- | ------------- | ------------- | ------------- | ------------- | ------- | ------- | ------- |
| 2017                               | WAS    | 5      | 5           | 10      | 3       | 7       | 1,0     | 0             | 0             | 0             | 0             | 0             | 0       | 0       | 0       |
| 2018                               | WAS    | 16     | 16          | 61      | 35      | 26      | 8,0     | 0             | 0             | 0             | 0             | 0             | 0       | 0       | 0       |
| 2019                               | WAS    | 15     | 15          | 68      | 46      | 22      | 6,0     | 1             | 0             | 0             | 0             | 0             | 0       | 1       | 0       |
| 2020                               | WAS    | 16     | 16          | 63      | 36      | 27      | 2,0     | 0             | 0             | 0             | 0             | 0             | 0       | 1       | 0       |
| 2021                               | WAS    | 17     | 17          | 62      | 31      | 31      | 9,0     | 0             | 0             | 0             | 0             | 0             | 0       | 0       | 0       |
| 2022                               | WAS    | 16     | 16          | 65      | 44      | 21      | 7,5     | 3             | 1             | 1             | 1             | 0             | 2       | 0       | 0       |
| 2023                               | WAS    | 16     | 16          | 53      | 30      | 23      | 5,5     | 1             | 0             | 0             | 0             | 0             | 0       | 0       | 0       |
| 2024                               | WAS    | 8      | 7           | 19      | 16      | 3       | 3,0     | 0             | 0             | 0             | 0             | 0             | 0       | 0       | 0       |
| Gesamt                             | Gesamt | 109    | 108         | 401     | 241     | 160     | 42,0    | 5             | 1             | 1             | 1             | 0             | 2       | 2       | 0       |
| Quelle: pro-football-reference.com |        |        |             |         |         |         |         |               |               |               |               |               |         |         |         |